# Sun Ray

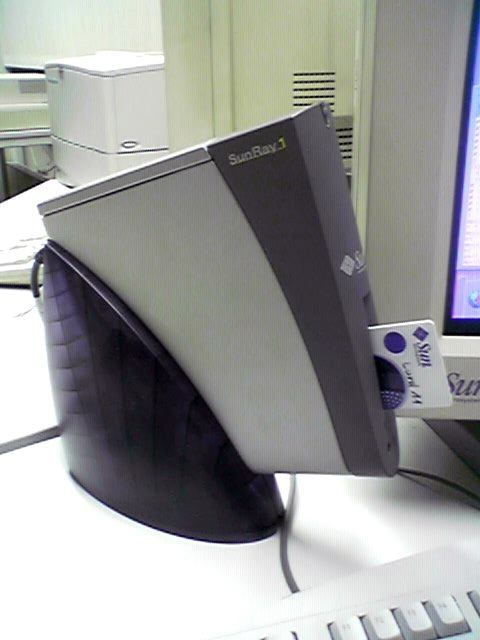
Sun Ray 1

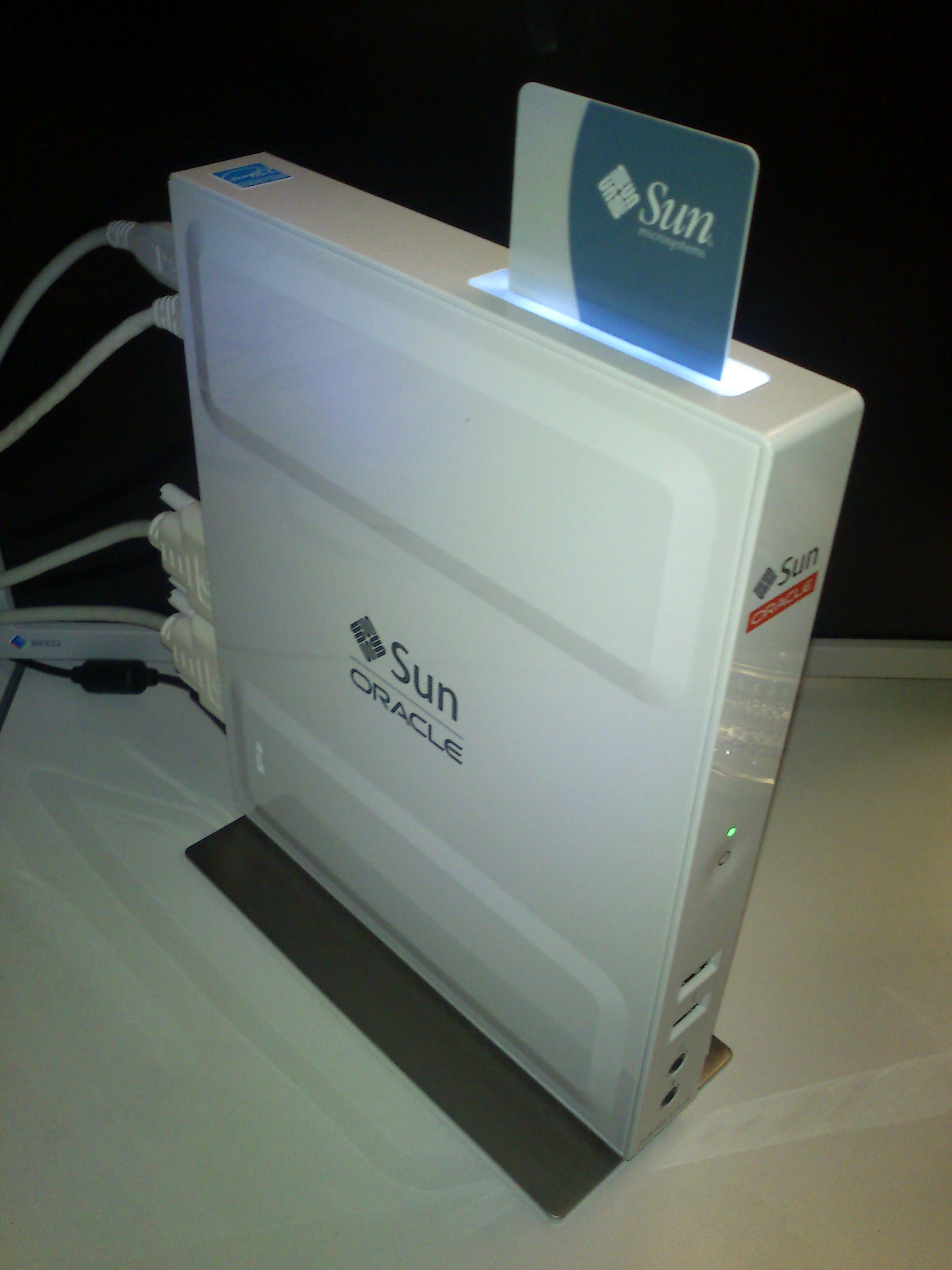
SunRay 3 Plus

Sun Ray bezeichnet eine Virtualisierungsinfrastruktur für Desktopcomputer-Umgebungen. Sie besteht aus mindestens einem Sun-Ray-Client und einem Sun-Ray-Server, wobei sich der virtuelle Desktop physisch auf einem Sun-Ray-Server oder einem anderen Computer befindet.
Der zeitkritische Datenaustausch zwischen dem Sun-Ray-Client und dem Sun-Ray-Server basiert auf dem (optional) verschlüsselten Appliance Link Protocol (ALP),  das im Unterschied zu anderen Thin Clients primär auf UDP basiert. TCP findet ebenfalls Verwendung, wird aber nicht zur bandbreitenintensiven Grafikübertragung verwendet.

## Sun-Ray-Client
Der Sun-Ray-Client ist ein Thin Client von Sun Microsystems, der erstmals im September 1999 vorgestellt wurde. Der Client ist auf die Idee der älteren JavaStations von Sun Microsystems aus dem Jahr 1996 zurückzuführen. Da Sun Microsystems Anfang 2010 von der Oracle Corporation übernommen wurde, firmieren die Sun-Ray-Geräte seitdem unter Oracle Sun Ray Clients.
Der Client führt nur ein minimalistisches eigenes Realtime-Betriebssystem namens exec aus, bei dem es allerdings nichts zu konfigurieren gibt und das man außer durch ein paar Grafiken beim Bootvorgang nicht zu Gesicht bekommt. 
Der Client hat eine CPU (1. Generation mit SPARC IIep, 2. und 3. mit MIPS-Prozessoren) und einen Speicher, benutzt diese aber nur, um die Verbindung zum Sun-Ray-Server herzustellen, die Grafikdaten des Servers zwischenzuspeichern, diese zu rendern, die seriellen und USB-Ports an den Server durchzureichen sowie die Audiodaten (Input/Output) zu übertragen. Es können direkt am Gerät USB-Geräte (Tastatur, Maus, Massenspeicher) angeschlossen und seit 2009 auch andere Geräte wie z. B. Scanner an den Server weitergeleitet werden. Der Client hat lediglich einen Flash-Speicher für die Firmware sowie optional eine lokale, minimale Konfiguration und daher keinen eigenen Massenspeicher und keine beweglichen Teile.
Durch den Verzicht auf potente Hardware ist die Leistungsaufnahme der Clients im Betrieb mit 4 Watt (Sun Ray 2) bis 8 Watt (Sun Ray 2FS, Angaben laut Datenblatt) niedriger als die eines durchschnittlichen Desktop-PCs. 
Weiterhin gibt es Clients, die in einem Monitor integriert sind. Das Modell  Sun Ray 3i von 2011 entspricht dem Sun Ray 3, wobei die Auflösung des Monitors (1920 × 1080 Pixel) fest vorgegeben ist. Das Vorgängermodell war der Sun Ray 270 Client mit einem 17-Zoll-Monitor mit 1280 × 1024 Pixeln.
Da kein Betriebssystem auf dem Client ausgeführt wird, wird er auch als Ultra Thin Client bezeichnet. Der Client selbst ist durch das Fehlen eines Betriebssystems potenziell sicher gegen Hackerangriffe geschützt. Auch wenn ein Sun-Ray-Client physisch gestohlen wird, befinden sich alle Daten im Rechenzentrum.
Alle Sun Rays enthalten einen eingebauten Lautsprecher und Smartcard-Leser. Der Smartcard-Leser kann sowohl für PKI-Infrastrukturen oder für die Sun-Ray-interne Authentifizierung verwendet werden. Durch die eingebaute Smartcard-Unterstützung können laufende Sitzungen einfach von einem Client zum anderen bewegt werden, ohne laufende Programme beenden oder sich abmelden zu müssen.
Im Jahr 2005 übernahm Sun Microsystems Inc. die Tarantella Inc. und übernahm Programmteile der Secure Global Desktop Software zum Anbinden von Windows-Terminalservern in die Sun-Ray-Server-Software. Dies führte zur großen Verbreitung der Sun Ray zwecks Anbindung an Windows-Terminalserver und VDI-Infrastrukturen.
Die erste Modellgeneration der Sun Rays wurde Mitte 2006 durch drei neue Geräte ersetzt. Die dritte Generation wurde im April 2010 mit der Sun Ray 3 Plus gestartet.
Es gibt auch mehrere Implementierungen des Sun-Ray-Clients in Software:
- Oracle Virtual Desktop Client für Windows, Mac OS und Linux
- Oracle Virtual Desktop Client für das iPad.[1]

## Sun-Ray-Server
Die Software des Sun-Ray-Servers setzt das Betriebssystem Linux (x86) oder Solaris (Sun SPARC oder x86) voraus.
Im sogenannten Kiosk-Modus (früher CAM) kommuniziert der Server mit einem anderen Computer, um dessen virtuellen Desktop an den Client zu übertragen. In der Regel wird dabei das RDP-Protokoll verwendet, um den anderen Computer zu erreichen. Von Sun (jetzt Oracle) wurde eigens dafür ein RDP-Client (uttsc) entwickelt.

## Modelle
- Sun Ray 1   (August 1999, EOL)
- Sun Ray 100 (Juli 2000, EOL)
- Sun Ray 150 (Juli 2000, EOL)
- Sun Ray 1G  (Dezember 2003, EOL)
- Sun Ray 170 (Dezember 2004, EOL)
- Sun Ray 2   (April 2006)
- Sun Ray 2FS (Juni 2006)
- Sun Ray 270 (Juli 2006)
- Oracle Sun Ray 3 Plus (April 2010)
- Oracle Sun Ray 3
- Oracle Sun Ray 3i

## Einstellung der Entwicklung
Am 15. Juli 2013 hat Oracle mitgeteilt, dass die weitere Entwicklung von Sun-Ray-Software und Sun-Ray-Clients eingestellt wird.